# Geza Bačič
Geza Bačič, slovenski politik in politolog, * 1942.
V 80. letih 20. stoletja je bil sekretar Republiške konfenence SZDL Slovenije. Po koncu politične kariere se je kot svetovalec vlade za narodnosti posvetil zlasti obrambi pravic romske narodne skupnosti v Prekmurju.

## Odlikovanja in nagrade
Leta 2000 je prejel častni znak svobode Republike Slovenije z naslednjo utemeljitvijo: »za delo z narodnostnima skupnostima in z romsko skupnostjo«.